# Before We Drown
Before We Drown är en låt av den brittiska gruppen Depeche Mode. Den utgavs som singel den 9 februari 2024. "Before We Drown", som finns med på albumet Memento Mori, är gruppens femtioåttonde singel totalt.

## Låtlista
| 1. | Before We Drown (AC Wet Mix)             | 5:03 |
| 2. | Before We Drown (SiGNL Mix)              | 7:04 |
| 3. | Before We Drown (Innellea Remix)         | 5:55 |
| 4. | Before We Drown (Chris Avantgarde Remix) | 3:51 |